# Record Manaus
Record Manaus é uma emissora de televisão brasileira sediada em Manaus, capital do estado do Amazonas. Opera no canal 15 (14 UHF digital) e é uma emissora própria da Record, sendo portanto, pertencente ao Grupo Record. Seus estúdios estão localizados no 12.º andar do Edifício The Office, no bairro Adrianópolis, e seus transmissores estão no bairro do Aleixo.

## História

### Antecedentes
A Record, quando parte da Rede de Emissoras Independentes, teve alguns de seus programas transmitidos no Amazonas entre as décadas de 1960 e 1980, através de parcerias com a TV Ajuricaba e a TV Baré (hoje TV A Crítica). Após se estabelecer como uma rede de televisão em 1990, a Record ganhou sua primeira afiliada em Manaus em 1992, com a inauguração da TV Manaus (hoje TV Norte Amazonas). O fim da afiliação ocorreu em 2007, após insatisfação da rede com a emissora, firmando acordo com a TV A Crítica. Nos últimos anos como afiliada, a TV A Crítica viu seus resultados crescerem com o investimento na produção local, incluindo parcerias com produtoras internacionais e transmissão de eventos regionais.

### Rompimento da Record com a TV A Crítica e preparativos
Em 10 de maio de 2019, a TV A Crítica optou por encerrar a afiliação com a Record a partir de junho, depois de dois anos operando em negociações com a rede. Segundo o presidente da emissora, Dissica Calderaro, a parceria com a Record não deixava a TV local à vontade para ampliar o foco no estado e por isso passaria a seguir com programação independente. A imprensa noticiou que a Record considerava a TV A Crítica "insubordinada" por conta dos contratos internacionais firmados para a produção local e o corte de atrações nacionais, como o Cidade Alerta. Posteriormente, o Grupo Record anunciou o lançamento da RecordTV Manaus, nova filial da emissora na Região Norte do país, para o dia 17 de junho de 2019. O canal escolhido para transmitir a rede, 35 UHF, era uma outorga original da Record News e estava sob administração da Rede Diário de Comunicação, que operava desde sua estreia a TV Diário, afiliada à rede. Por estar na Amazônia Legal, foi decidido usar a concessão como geradora, mesmo sendo outorgada como retransmissora.

Anúncio veiculado pela RecordTV convocando os telespectadores a sintonizar a futura emissora

Ao longo do mês de maio, a Record fez diversos investimentos para a nova filial, estimados em R$ 20 milhões. Foram contratados cerca de 200 profissionais e toda a estrutura foi montada em tempo recorde de 36 dias. A futura emissora alugou um andar do Edifício The Office em Adrianópolis, onde foi montada sua sede, e arrendou um antigo sistema irradiante pertencente ao empresário Nilton Lins Júnior, que serviu a uma retransmissora da Ideal TV. O jornalista Thiago Feitosa ficou responsável pela implantação do jornalismo local, e para a apresentação dos futuros telejornais, foi feita a transferência de Fabíola Gadelha (que teve seu auge na carreira como repórter na TV A Crítica) de São Paulo para Manaus e também a contratação de Clayton Pascarelli e sua equipe, até então à frente do Alô Amazonas na TV A Crítica. Para que os telespectadores manauaras tomassem conhecimento da troca de afiliação, a RecordTV passou a divulgar comunicados nos intervalos da programação nacional para sintonizar o canal 36.1, além de exibir matérias em seus principais programas.

### Lançamento

Primeiro logotipo da emissora, usado entre 2019 e 2023

A troca de afiliação e consequente inauguração da RecordTV Manaus era prevista para 17 de junho de 2019, quando a TV A Crítica terminaria sua afiliação e se tornaria uma emissora independente. No entanto, para surpresa dos telespectadores, a afiliação foi abruptamente encerrada à meia-noite de 3 de junho, duas semanas antes do previsto. A Record ficou fora do ar em Manaus e áreas próximas por três dias, tendo ativado às pressas o seu sinal em 6 de junho, quando passou a transmitir provisoriamente a programação de rede no lugar da TV Diário (remanejada para o canal 27 UHF em 15 de junho).
Na data prevista, foi realizada uma cerimônia de inauguração que contou com a presença do presidente da RecordTV, Luiz Cláudio Costa, e do governador do Amazonas, Wilson Lima. Às 11h locais, a RecordTV Manaus estreou sua programação local com o Balanço Geral Manaus, apresentado por Fabíola Gadelha, e durante a noite, foi a vez do telejornal Amazonas Record, sob o comando de Clayton Pascarelli. Em rede nacional, a 15.ª emissora própria da Record foi apresentada aos telespectadores durante o Jornal da Record, que teve a participação da âncora Adriana Araújo ao vivo de Manaus, diante do Teatro Amazonas.
Em 30 de outubro, Fabíola Gadelha deixa a apresentação do Balanço Geral Manaus, retornando para a matriz da Record em São Paulo, onde passou a fazer reportagens especiais para os telejornais da rede. Com isso, Clayton Pascarelli, que já apresentava as edições de sábado, tornou-se o titular da atração, deixando o Amazonas Record. Em seu lugar, assumiu a jornalista Natália Teodoro, vinda da Rede Amazônica, a partir de 11 de novembro.
Em 1.º de dezembro de 2021, Clayton Pascarelli foi demitido pela Record, segundo o próprio, sob a alegação de que não fazia mais o perfil da emissora. Em seu lugar, Paulo Carneiro, vindo da TV Jovem, assumiu o comando do Balanço Geral. Em 6 de novembro, seguindo o rebranding da rede, que voltou a ser chamada apenas de Record, a RecordTV Manaus passou a ser chamada de Record Manaus.
Em 22 de outubro de 2024, buscando se aproximar dos canais de maior audiência na capital amazonense, a Record Manaus passou a operar no canal 14 UHF (virtual 15.1).